# Millor jugador de l'any per la Federació Internacional d'Hoquei
El Millor jugador del món en hoquei sobre herba és un premi esportiu que la Federació Internacional d'Hoquei sobre Herba (FIH) atorga anualment des del 1998. Aquest guardó designa els jugadors que la FIH creu que han estat els millors del món en quatre categories: Millor jugador, millor jugadora, millor jugador promesa i millor jugadora promesa. Aquestes dues últimes categories es començaren a premiar a partir de l'any 2001.

## Llista de guanyadors

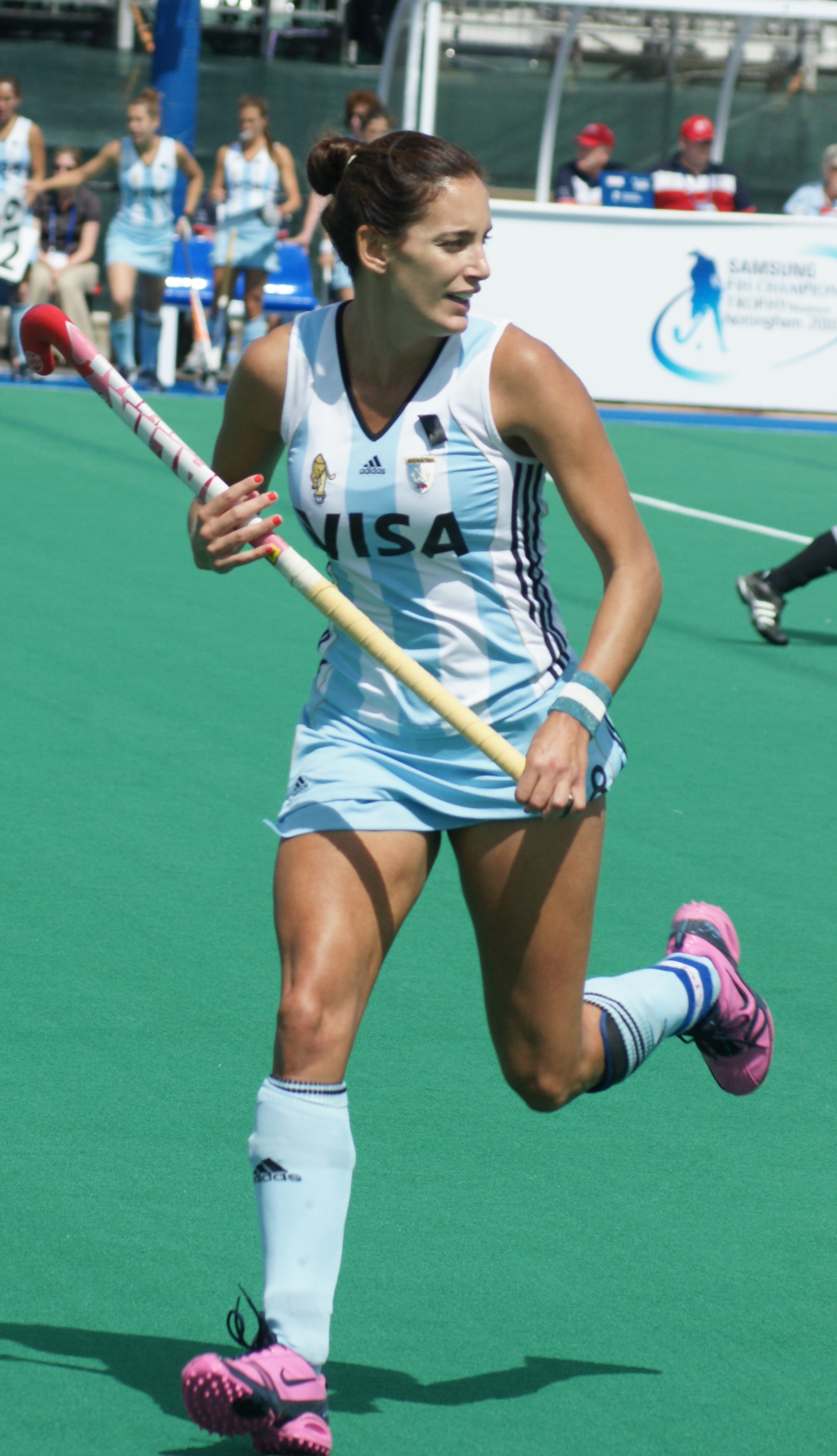
Luciana Aymar, guanyadora vuit vegades

| Any     | Masculí              | Femení                     | Promesa masculina    | Promesa femenina     |
| ------- | -------------------- | -------------------------- | -------------------- | -------------------- |
| 1998    | Stephan Veen         | Alyson Annan               | N/D                  | N/D                  |
| 1999    | Jay Stacy            | Natascha Keller            | N/D                  | N/D                  |
| 2000    | Stephan Veen         | Alyson Annan               | N/D                  | N/D                  |
| 2001    | Florian Kunz         | Luciana Aymar              | Tibor Weißenborn     | Angie Skirving       |
| 2002    | Michael Green        | Cecilia Rognoni            | Jamie Dwyer          | Agustina García      |
| 2003    | Teun de Nooijer      | Mijntje Donners            | Grant Schubert       | Maartje Scheepstra   |
| 2004    | Jamie Dwyer          | Luciana Aymar              | Santi Freixa         | Agustina García      |
| 2005    | Teun de Nooijer      | Luciana Aymar              | Robert van der Horst | Maartje Goderie      |
| 2006    | Teun de Nooijer      | Minke Booij                | Christopher Zeller   | Park Mi-Hyun         |
| 2007    | Jamie Dwyer          | Luciana Aymar              | Mark Knowles         | Maike Stöckel        |
| 2008    | Pol Amat             | Luciana Aymar              | Eddie Ockenden       | Maartje Paumen       |
| 2009    | Jamie Dwyer          | Naomi van As Luciana Aymar | Ashley Jackson       | Casey Eastham        |
| 2010    | Jamie Dwyer          | Luciana Aymar              | Tobias Hauke         | Zhao Yudiao          |
| 2011    | Jamie Dwyer          | Maartje Paumen             | Matthew Swann        | Stacey Michelsen     |
| 2012    | Moritz Fürste        | Maartje Paumen             | Florian Fuchs        | Anna Flanagan        |
| 2013    | Tobias Hauke         | Luciana Aymar              | Christopher Rühr     | Maria Verschoor      |
| 2014    | Mark Knowles         | Ellen Hoog                 | Gonzalo Peillat      | Florencia Habif      |
| 2015    | Robert van der Horst | Lidewij Welten             | Christopher Rühr     | Lily Owsley          |
| 2016    | John-John Dohmen     | Naomi van As               | Arthur Van Doren     | María Granatto       |
| 2017    | Arthur van Doren     | Delfina Merino             | Arthur Van Doren     | María Granatto       |
| 2018    | Arthur van Doren     | Eva de Goede               | Arthur Van Doren     | Lucina von der Heyde |
| 2019    | Manpreet Singh       | Eva de Goede               | Vivek Prasad         | Lalremsiami          |
| 2020-21 | Harmanpreet Singh    | Gurjit Kaur                |                      |                      |
| 2021-22 | Harmanpreet Singh    | Felice Albers              | Timothée Clément     | Mumtaz Khan          |
| 2022-23 | Hardik Singh         | Xan de Waard               | Gaspard Xavier       | Teresa Lima          |